# 미네오카촌
미네오카촌(峰岡村)은 니가타현 니시칸바라군에 있던 촌이다. 

## 역사
- 1889년 4월 1일 - 정촌제 시행에 의해 니시칸바라군 미네오카촌이 성립하였다.
- 1955년 1월 1일 - 마키정, 우라하마촌, 마쓰노오촌, 가쿠다촌, 우루시야마촌과 합병해, 마키정이 되어 소멸하였다.

## 참고문헌
- 『市町村名変遷辞典』東京堂出版、1990年。